# 苏州大学

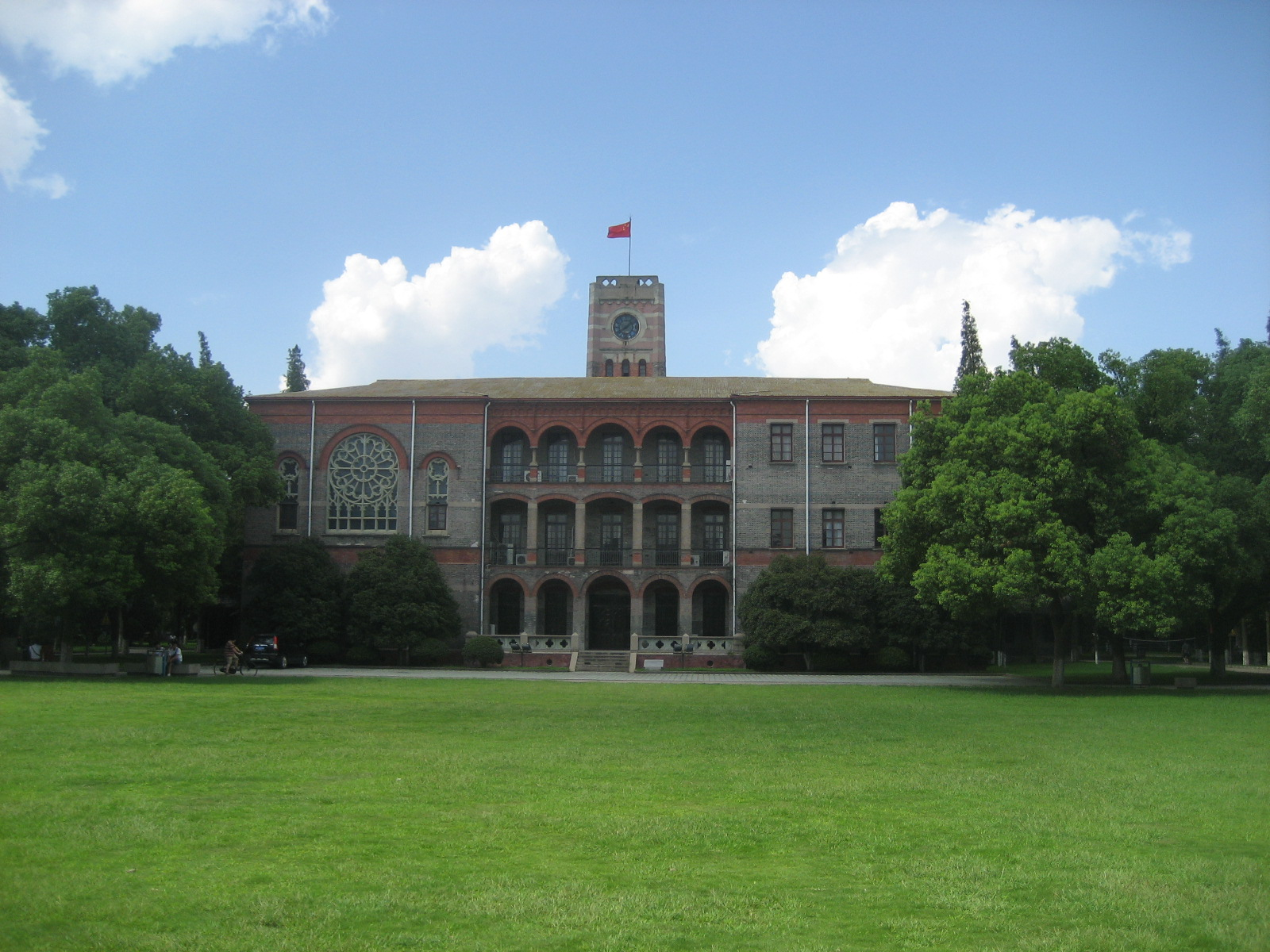
蘇州大學天赐庄校区钟楼

蘇州大學，簡稱蘇大，是江苏省省属重点综合性大学、“211工程”全国重点建设大学和首批“2011计划”牵头高校，其前身有東吳大學（創建於1900年）、無錫國學專修學校（創建於1920年）、江蘇省立教育學院（創建於1928年），以及國立社會教育學院（創建於1941年）。1952年，原江蘇教育學院、中國文學院（原無錫國學專修學校）、國立社會教育學院於兩年前合校而成的蘇南文化教育學院，與東吳大學等校有關文理系科合並在東吳大學舊址組建蘇南師範學院，同年定名江蘇師範學院，1982年更名為蘇州大學。以后苏州蚕桑专科学校、苏州丝绸工学院、苏州医学院等先后并入苏州大学。

## 历史

### 原东吴大学
1952年12月，在中國高等院校院系調整中，当时中国大陆政府的教育政策是模仿蘇聯，最大限度地拆散民國留下的大學，改辦特色專業學門之大學院校。蘇南文化教育學院、東吳大學文理學院，及私立江南大學數理系等重組後成立蘇南師範學院，同年定名江蘇師範學院，校址设在东吴大学原址。东吴大学在上海的法学院被撤销，法律系师生转入华东政法学院，会计系併入上海财经学院。
1949年，中华民国政府迁至台湾，东吴大学部分教职员、校友随居台湾。东吴大学旅台同学会推动在台复校运动，最终1954年东吴大学在台北市复校。

### 原無錫國學專修學校
1949年，無錫國學專修學校改名中國文學院。
1950年，中國文學院及江蘇省立教育學院等重組後成立蘇南文化教育學院。

### 原江蘇教育學院
1941年，江蘇教育學院部分學生併入當年由陳禮江出任院長在四川璧山成立的國立社會教育學院。
1950年，江蘇省立教育學院、中國文學院（原無錫國學專科學校，1948年更名為中國文學院），及國立社會教育學院（1941年創建於四川璧山並在抗戰後勝利後遷到蘇州）合併為蘇南文化教育學院。

### 院系調整後
1952年12月，全國院系調整，蘇南文化教育學院、東吳大學文理學院，及私立江南大學數理系等重組後成立蘇南師範學院，同年定名江蘇師範學院，校址设在东吴大学原址。
1982年，江苏师范学院改制为苏州大学，苏州市财经学校同时并入，增设法律等系。
1986年，苏州大学法律系扩建为法学院。
1995年，苏州蚕桑专科学校并入苏州大学。
1997年，苏州丝绸工学院并入苏州大学。
2000年，苏州医学院并入苏州大学。
2000年5月，法学院更名为王健法学院。
2012年，南京铁道职业技术学院苏州校区并入苏州大学。
到目前为止，苏州大学已发展成为一所拥有哲学、经济学、法学、教育学、文学、历史学、理学、工学、农学、医学、管理学、艺术学等十二大学科门类的地方综合性大学。
2020年12月18日，经中华人民共和国教育部批准，苏州大学文正学院转设为公办本科院校苏州城市学院，由江苏省人民政府管理领导，苏州市人民政府举办，仍由苏州大学支持办学。

## 校训

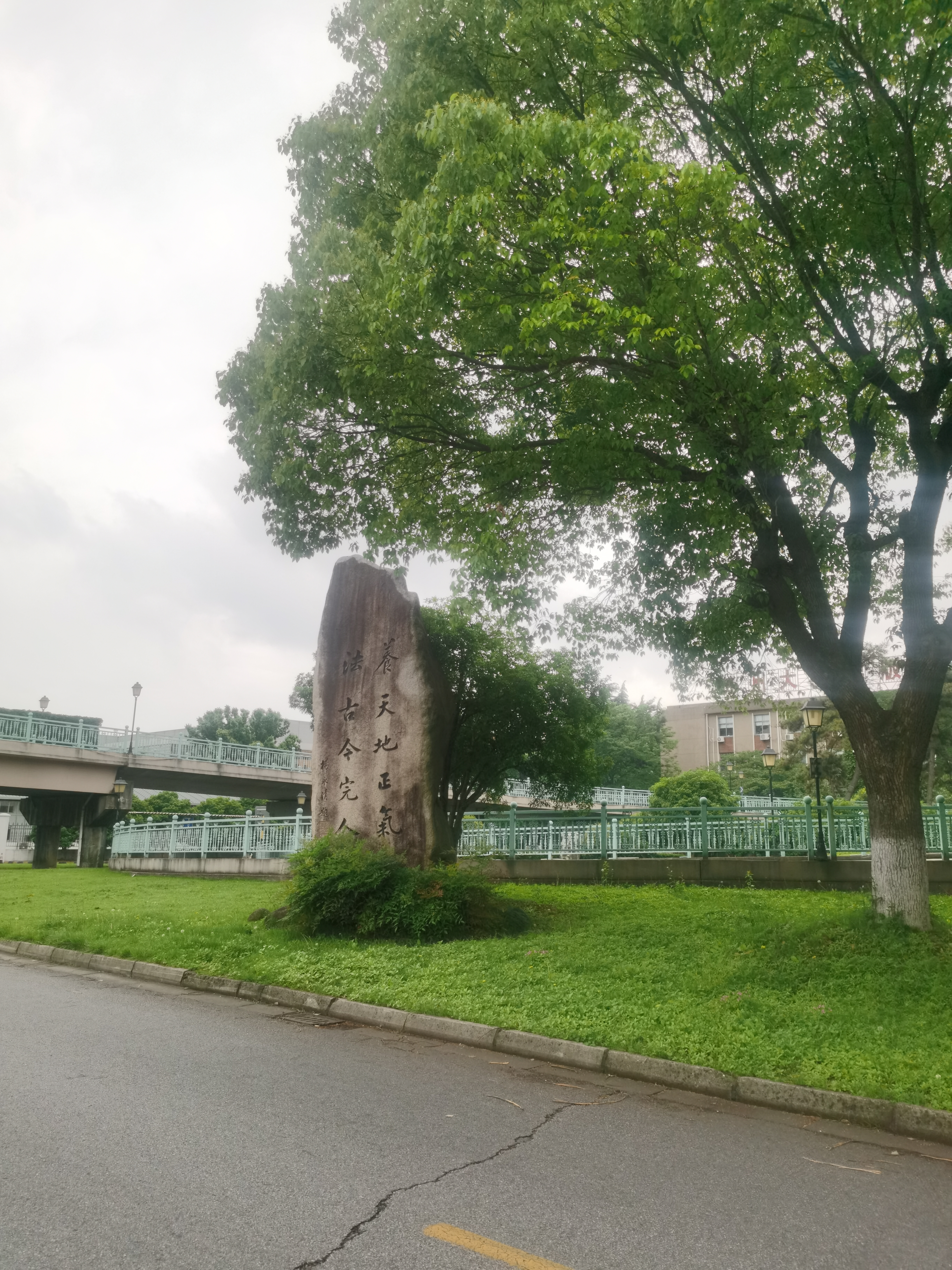
苏州大学天赐庄校区内的校训石，由首任中国籍校长杨永清题写

- 英文：Unto a Full-grown Man
- 中文：養天地正氣，法古今完人

英文校训语出《圣经·以弗所书》4:13。中文校训为东吴大学第一任华人校长杨永清在原英文校训的意译“法古今之完人”上增添而来。

## 学校环境

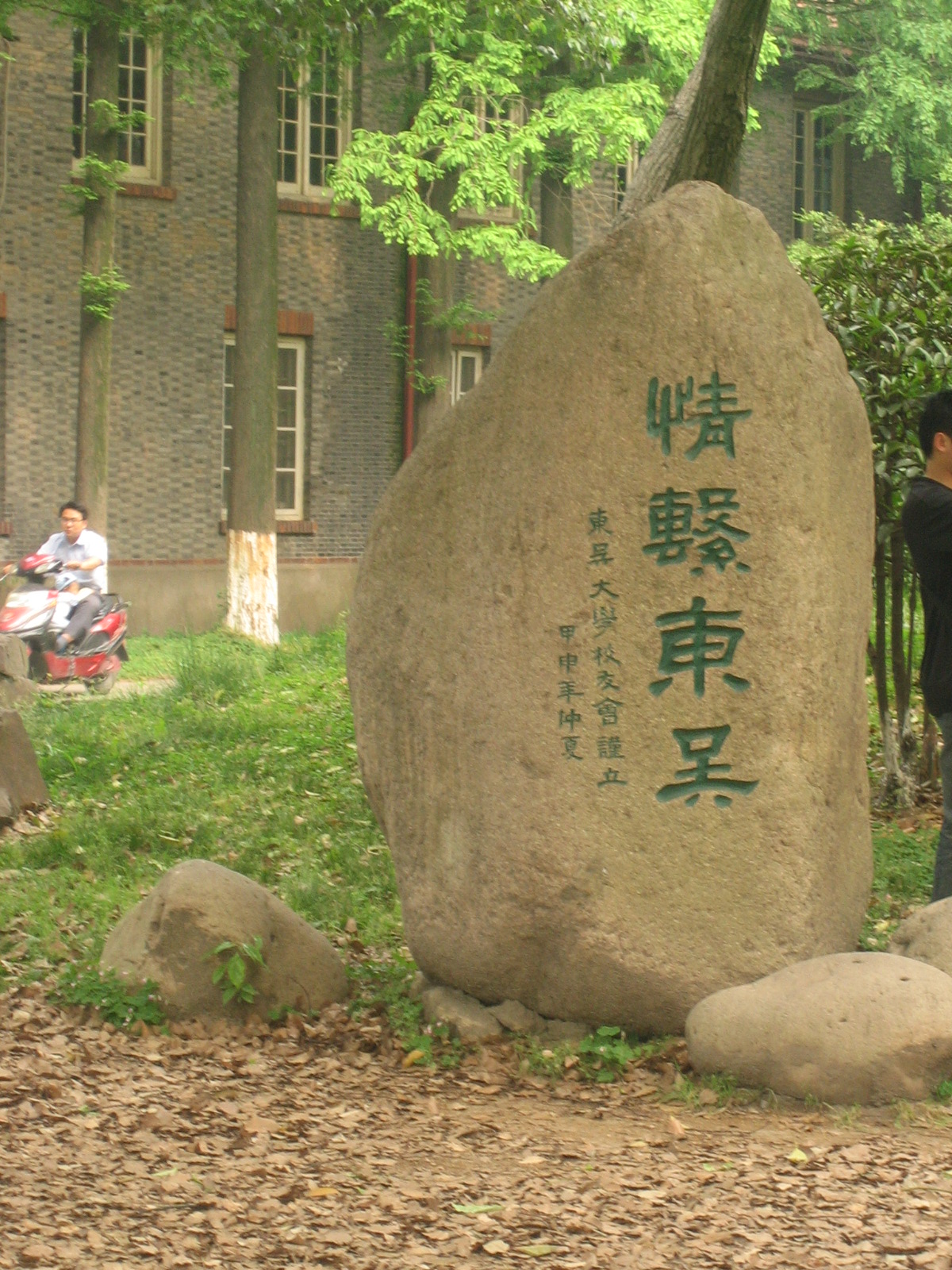
情系东吴碑

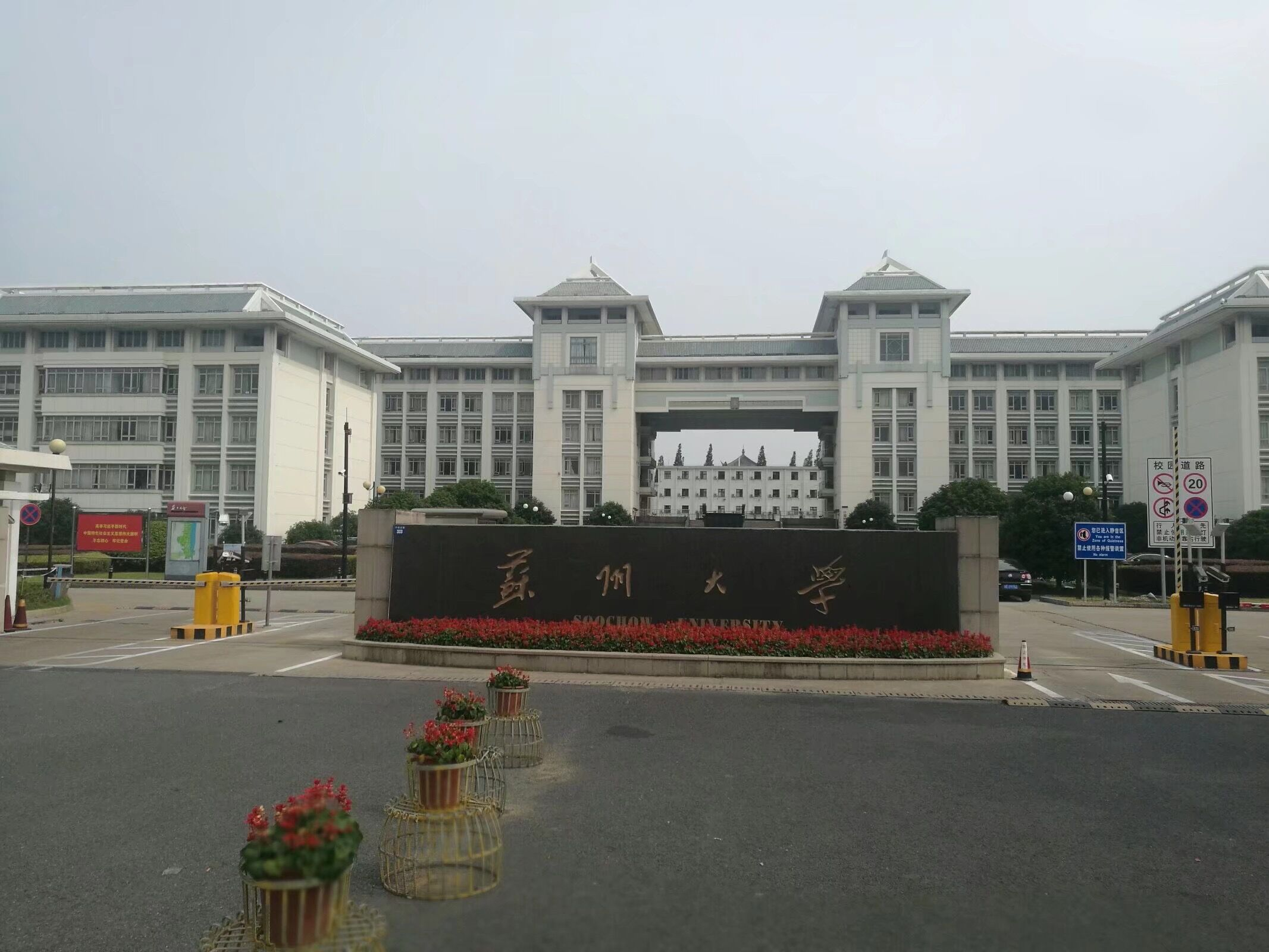
本部北门入口

苏州大学校区划分可以分为四大校区（天赐庄校区、独墅湖校区、阳澄湖校区、未来校区）或者细分为6个校区，占地面积4586余亩，建筑面积166万平方米。
- 天赐庄校区（校本部）：原东吴大学校址，现在主要是物理科学与技术学院、光电信息科学与工程学院、能源学院、数学科学学院、法学院、计算机科学与技术学院、电子信息学院和外国语学院使用。
- 蚕桑地校区（东校区）：能源学院、商学院、体育学院和留学生所在校区，与本部隔护城河相望，建有东吴桥连同两校区。现称为“天赐庄校区东区”。
- 相门外校区（北校区）：原苏州丝绸工学院，1997年并入苏州大学。现在主要是纺织学院使用，与本部相隔一座相门桥。现称为“天赐庄校区北区”。
- 可园校区（南校区）：原苏州医学院，2000年并入苏州大学。现已划出苏州大学，作为可园景区对外开放[4]。
- 浒墅关校区（西校区）：原苏州蚕桑专科学校，1995年并入苏州大学。现已被校方转让[5]，作为苏州蚕桑文化公园（西陵堂公园）开放。
- 独墅湖校区（新校区）：分北（一期）、南（二期）两区，2007年起陆续起用。为苏州大学新校址，主校区，部分学院已搬迁至此。
- 阳澄湖校区：原南京铁道职业技术学院苏州校区，2012年并入苏州大学。现有机电，沙钢，城市轨道学院等学院。
- 未来校区：位于吴江区太湖新城，占地面积1000亩，建筑面积40万平方米。
- 文正校区：为文正学院（独立学院）所在校区。
- 周庄校区：为应用技术学院（独立学院）所在校区。
- 老挝校区（老挝苏州大学）：位于老挝首都万象，成立于2011年，是中国高校第一个国外校区，也是老挝国内第一所外国大学。

## 现状[6]
苏州大学现有哲学、经济学、法学、教育学、文学、历史学、理学、工学、农学、医学、管理学、艺术学等十二大学科门类。学校设有30个学院（部），拥有全日制本科生27615人，全日制硕士生13160人，全日制博士生1859人，各类留学生3271人。学校现设131个本科专业，50个一级学科硕士点，24个专业学位硕士点，28个一级学科博士点，1个专业学位博士点，30个博士后流动站。学校现有1个国家一流学科，4个国家重点学科，20个江苏高校优势学科，9个“十三五”江苏省重点学科。截止目前，学校化学、物理学、材料科学、临床医学、工程学、药学与毒理学、生物与生物化学、神经科学与行为科学、分子生物与遗传学、免疫学、数学、计算机科学共12个学科进入全球基本科学指标（ESI）前1%，化学、材料科学2个学科进入全球基本科学指标（ESI）前1‰。
苏州大学现有2个国家级人才培养基地，1个国家创新人才培养示范基地，3个国家级实验教学示范中心，1个国家级虚拟仿真实验教学示范中心，2个国家虚拟仿真实验教学项目，2个国家级人才培养模式创新实验区，1个国家级大学生校外实践教学基地。1个国家2011协同创新中心（牵头单位），1个教育部人文社科重点研究基地，1个省部共建国家重点实验室，1个国家工程实验室，2个国家地方联合工程实验室，2个国家级国际合作联合研究中心，3个国家级公共服务平台，1个国家大学科技园，1个国家重点实验室培育基地，1个江苏省高校国家重点实验室培育建设点，4个江苏高校协同创新中心，21个省部级哲社重点研究基地，30个省部级重点实验室，11个省部级公共服务平台，4个省部级工程中心。
截至2019年11月，苏州大学教职工5221人，具有副高职称及以上人员2738人，其中诺贝尔奖获得者1人，中国科学院及工程院院士8人，发达国家院士5人，国家杰出青年基金获得者29人，国家优秀青年基金获得者38人，“万人计划”杰出人才1人，“万人计划”科技创新领军人才10人，“万人计划”青年拔尖人才3人，国务院学位评定委员会学科评议组成员6人，一支力量比较雄厚、结构比较合理的师资队伍已初步形成。
苏州大学将人才培养作为学校的中心工作，以立德树人为根本，以培养具备责任感、创新性、应用性和国际性的卓越型人才为定位，以通识教育与专业教育相融合为指导，以提升学生综合素质、夯实专业基础、培养创新创业能力为重点，积极深化人才培养系统化改革，不断提升人才培养质量。学校纳米科学技术学院被列为全国首批17所国家试点学院之一，成为高等教育体制机制改革特区。学校设立了3个书院，积极探索人才培养新模式，其中敬文书院定位于专业教育之外的“第二课堂”，唐文治书院在“第一课堂”开展博雅教育，紫卿书院致力于打造“新工科”拔尖创新人才的试验场。2018年，学校共获得5项国家级教学成果奖，其中一等奖1项，二等奖4项。近年来，学校学生每年获得国家级奖项200余人次。2013年我校成功举办第十三届“挑战杯”全国大学生系列科技学术竞赛，2019年，在第十六届“挑战杯”竞赛中我校再获一等奖1项，二等奖1项，三等奖4项。
苏州大学实施“顶天立地”科技创新战略。2018年，人文社科领域获得国家级项目37项，其中重大项目4项，重点项目3项；21项成果获得江苏省第十五届哲社科学优秀成果奖，其中一等奖3项；18项成果获得江苏省教育科学研究成果奖，其中一等奖3项；1项成果获第七届鲁迅文学奖，1人获得“江苏社科名家”称号。自然科学领域，获国家自然科学基金326项，立项数位列全国高校第19位，蝉联地方高校第1位，连续七年稳居全国高校20强；获国家重点研发计划重点专项项目3项、课题6项；3项成果获教育部高等学校科学研究优秀成果奖，其中科技进步一等奖2项；20项成果获得江苏省科学技术奖，其中一等奖6项。2018年，学校共申报知识产权1745件，授权知识产权1186件（其中国际专利申请159件，授权24件）。2017年度三大检索收录论文4460篇，其中SCIE收录论文2659篇，“中国卓越国际科技论文”1283篇，分别位列全国高校第23位和第21位；根据Nature出版集团发布的全球机构自然指数（Nature Index）情况：苏州大学2018自然指数在全球机构排名第46位，位列全国高校第9位。在全球专业信息与分析服务领导者科睿唯安发布的2019年“高被引科学家”榜单中，苏州大学被引19人次，位列全国高校第5位。
苏州大学按照“以国际知名带动国内一流”的发展思路，全面深入推进教育国际化进程。学校先后与30多个国家、地区的200余所高校和研究机构建立了校际交流关系。学校每年招收来自80余个国家或地区的留学生3000多人次。2007年起学校与美国波特兰州立大学合作建立波特兰州立大学孔子学院。2010年，入选教育部“中非高校20+20合作计划”，援建尼日利亚拉各斯大学。2011年，在老挝成功创办中国第一家境外高校——“老挝苏州大学”，该校现已成为国家“一带一路”倡议上的重要驿站和文化名片。
苏州大学现有天赐庄校区、独墅湖校区、阳澄湖校区、未来校区四大校区，占地面积4586亩，建筑面积159万余平方米。学校图书资料丰富，藏书超500万册，中外文期刊40余万册，中外文电子书刊110余万册，中外文数据库82个。学校主办有《苏州大学学报》哲学社会科学版、教育科学版和法学版三本学报及《代数集刊》、《现代丝绸科学与技术》、《中国血液流变学》和《语言与符号学研究》等专业学术期刊。其中，《苏州大学学报（哲学社会科学版）》近五年来，刊文被《新华文摘》和《人大复印报刊资料》等权威二次文献转载摘编，其转载量一直位居综合性大学学报排名前十。根据2018年中国社会科学评价研究院发布的《中国人文社会科学期刊AMI综合评价报告（2018年）》，苏州大学学报《哲学社会科学版》和《教育科学版》双刊同时被评为中国人文社会科学期刊核心期刊，根据2019年南京大学中国社会科学研究评价中心发布的CSSCI来源期刊、扩展版来源期刊（2019年—2020年）目录，《苏州大学学报（哲学社会科学版）》仍位居CSSCI核心来源期刊，《苏州大学学报（教育科学版）》首度进入CSSCI扩展版来源期刊。

## 院部设置

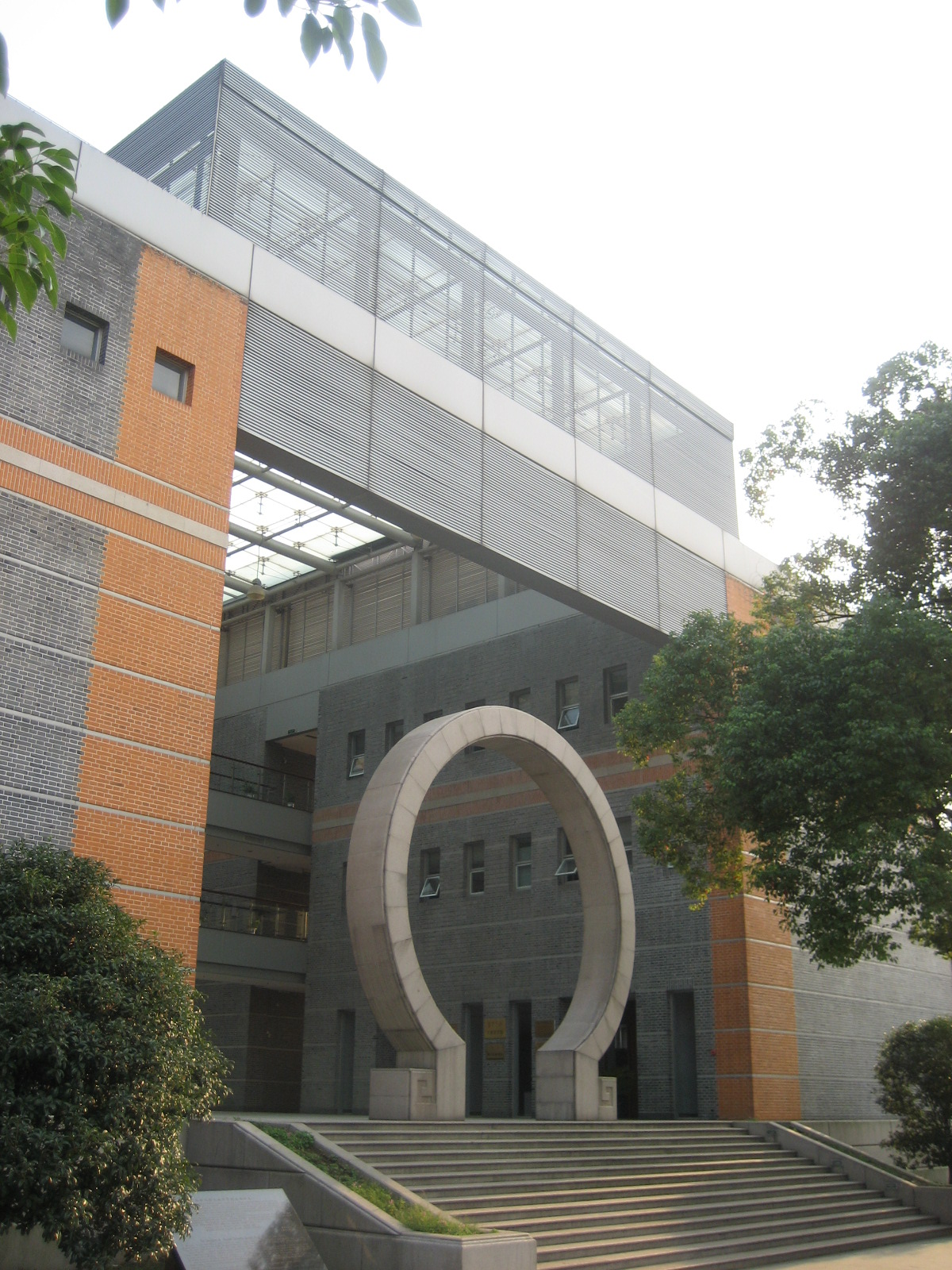
王健法学院

### 下属院部
- 文学院
- 鳳凰传媒学院
- 社会学院
- 政治与公共管理学院
- 马克思主义学院
- 外国语学院
- 东吴商学院（财经学院）（东吴证券金融学院）
- 王健法学院
- 教育学院
- 艺术学院
- 音乐学院
- 金螳螂建筑学院
- 数学科学学院
- 物理科学与技术学院
- 光电信息科学与工程学院
- 能源学院
- 材料与化学化工学部
- 纳米科学技术学院
- 计算机科学与技术学院
- 电子信息学院
- 机电工程学院
- 沙钢钢铁学院
- 纺织与服装工程学院
- 轨道交通学院
- 医学部

### 書院
- 敬文书院：位于天赐庄校区内，以香港实业家朱敬文先生的名字命名，成立于2011年6月[14]。
- 唐文治书院：位于独墅湖校区1005-5222室，以教育家唐文治先生的名字命名[15]。
- 紫卿书院：书院院训为“诚谨勤朴，经纶天下”[16]。

### 办学机构
- 文正学院
- 应用技术学院
- 老挝苏州大学

### 二级学院
- 体育学院：位于中华人民共和国江苏省苏州市东环路50号，原苏州大学体育系，1997年成立为体育学院。现有体育教育、武术与民族传统体育、运动训练、运动人体科学、运动康复5个本科专业，体育学一级学科硕士学位、体育硕士专业学位授权点，体育学博士后科研流动站和体育学一级学科博士学位授权点。[17]
- 巴斯德学院：2019年9月苏州大学与中国科学院上海巴斯德研究所合作共建的苏州大学二级学院，学院位于中华人民共和国江苏省苏州市工业园区仁爱路199号。[18]

## 历任校长
- 张乃康（1982 年 6 月 - 1983 年 9 月）
- 陈克潜（1983 年 11 月 - 1989 年 1 月）
- 姜礼尚（1989 年 1 月 - 1996 年 6 月）
- 钱培德（1996 年 6 月 - 2006 年 6 月）
- 朱秀林（2006 年 7 月 - 2016 年 1 月）
- 熊思东（2016 年 1 月 - 2022 年 8 月）
- 张晓宏（2022 年 8 月 - 2023 年 11 月）
- 应汉杰（2023 年 11 月 - 2025 年 4 月）
- 张桥（2025 年 6 月 - ）

## 现任领导
- 党委书记：张晓宏
- 校长：张桥
- 党委副书记：邓敏、沈明荣
- 纪委书记、监察专员：宫向阳
- 副校长：沈明荣、姚建林、查佐明、洪晔、吴嘉炜、张正彪、王云杰

## 知名校友
苏大前身东吴大学、苏州医学院部分知名校友
- 赵朴初
- 孙起孟
- 胡经甫
- 陆志韦
- 谈家桢
- 倪征燠
- 唐兰
- 吴其昌
- 王蘧常
- 钱仲联
- 冯其庸
- 钱俊瑞
- 郭影秋
- 矫毅
- 杨绛
- 楊鐵樑
- 高文彬
- 裘劭恒
- 鄂森
- 桂裕
- 李浩培
- 詹启敏
- 程金冠
- 蒋纬国
- 端木愷
- 石超庸
- 黃仁霖
- 查良镛(金庸）
- 施季言：东吴大学第一个生物学研究生，也是中国第一个生物学研究生

院系调整合并后部分苏大知名校友
- 宋大祥：动物学家，蛛形学与无脊椎动物专家
- 王伟林：书法家
- 汤华中：1990届本科毕业校友、北京大学数学科学学院教授，第十届“冯康科学计算奖”获得者，因其在研究激波捕捉方法的机理和构造双曲守恒律方程的高分辨率格式所取得的成就而获此殊荣。

1982年更名为苏州大学以后
- 孙杨